# Yauheni Tsikhantsou
Yauheni Tsikhantsou (en biélorusse : Яўгені Ціханцоў), né le 4 novembre 1998 à Homiel, est un haltérophile biélorusse.
Il a remporté deux médailles aux championnats du monde d'haltérophilie, en 2019 et 2023, et trois médailles d'or aux championnats d'Europe d'haltérophilie 2019, 2024 et 2025.

## Biographie
En 2018, il concourre en tant que junior aux championnats du monde d'haltérophilie 2018 dans la division des moins 96 kg. où il remporte la médaille de bronze à l'arraché avec un record du monde junior de 180 kg.
En 2019, il a participé aux championnats d'Europe dans la catégorie des moins de 96 kg et remporte tous les titres à l'arraché, à l'épaulé-jeté et au total, établissant des records européens dans les deux derniers.
En 2021, il participe au tournoi olympique dans la catégorie poids lourds moyens (-96 kg) mais échoue à soulever la barre de 201 kg sur le deuxième mouvement.
En 2023, il participe en tant qu'athlète neutre aux mondiaux 2023 et décroche la médaille de bronze avec le titre à l'arraché.

## Palmarès

### Championnats du monde
- Championnats du monde d'haltérophilie 2018 à Achgabat, Turkménistan
  -  Médaille de bronze (arraché) en moins de 96 kg.
- Championnats du monde d'haltérophilie 2019 à Pattaya, Thaïlande
  -  Médaille d'or en moins de 102 kg.
  -  Médaille d'argent (arraché) en moins de 102 kg.
  -  Médaille d'argent (épaulé-jeté) en moins de 102 kg.
- Championnats du monde d'haltérophilie 2023 à Riyad, Arabie saoudite
  -  Médaille de bronze en moins de 102 kg.
  -  Médaille d'or (arraché) en moins de 102 kg.

### Championnats d'Europe
- Championnats d'Europe d'haltérophilie 2019 à Batoumi, Géorgie
  -  Médaille d'or en moins de 96 kg.
  -  Médaille d'or (arraché) en moins de 96 kg.
  -  Médaille d'or (épaulé-jeté) en moins de 96 kg.
- Championnats d'Europe d'haltérophilie 2024 à Sofia, Bulgarie
  -  Médaille d'or en moins de 102 kg.
  -  Médaille d'argent (arraché) en moins de 102 kg.
  -  Médaille d'or (épaulé-jeté) en moins de 102 kg.
- Championnats d'Europe d'haltérophilie 2025 à Chișinău, Moldavie
  -  Médaille d'or en moins de 102 kg.
  -  Médaille d'or (arraché) en moins de 102 kg.
  -  Médaille d'or (épaulé-jeté) en moins de 102 kg.